# Beach handball aux Jeux mondiaux de 2009
Navigation
Duisbourg 2005 Cali 2013
Les épreuves de Beach handball des Jeux mondiaux de 2009 se sont déroulées du 18 au 20 juillet au Xiziwan Bay à Kaohsiung (Taïwan). Elles figurent à ces Jeux comme Sports de démonstration.

## Podiums

### Hommes
| Épreuves         | Or     | Argent  | Bronze  |
| ---------------- | ------ | ------- | ------- |
| Tournoi masculin | Brésil | Hongrie | Croatie |

### Femmes
| Épreuves        | Or     | Argent | Bronze  |
| --------------- | ------ | ------ | ------- |
| Tournoi féminin | Italie | Brésil | Croatie |

## Tableau des médailles
Les médailles acquises aux Sports de démonstration sont totalisées en marge du total des médailles des Sports officiels.
| Rang  | Nation  | Or | Argent | Bronze | Total |
| ----- | ------- | -- | ------ | ------ | ----- |
| 1     | Brésil  | 1  | 1      | 0      | 2     |
| 2     | Italie  | 1  | 0      | 0      | 1     |
| 3     | Hongrie | 0  | 1      | 0      | 1     |
| 4     | Croatie | 0  | 0      | 2      | 2     |
| Total | Total   | 2  | 2      | 2      | 6     |